# Forgách Ágoston
Forgách Ágoston (ghymesi és gácsi gróf) (Pest, 1813. április 22. – Esztergom, 1888. április 26.) címzetes püspök, nagyprépost, főispán.

## Élete
Gróf Forgách Ferenc Xavér és Deseő Judit csillagkeresztes hölgy fia volt.
Középiskolai tanulmányait Pesten és 1829-ben mint az Emericanum növendéke Pozsonyban, a bölcseletet 1830-tól Nagyszombatban, a teológiát 1832-től Bécsben hallgatta.
1836. július 30-án pappá szentelték, majd káplán volt Soltvadkerten, 1837. április 11-én plébános lett Ipolyvisken. 1845. december 31-én pozsonyi kanonokká, 1849-ben a városi plébánia adminisztrátorává nevezték ki.
Az 1847–1848-as országgyűlésen a pozsonyi káptalan képviselője volt.
Mint a Boldogságos Szűz Máriának Kolosról nevezett apátja 1850-ben esztergomi kanonokká nevezték ki, 1851–1856-ban Scitovszky János esztergomi érsek őrkanonokja volt. 1855-ben a jeruzsálemi Szent János-rend tiszteletbeli lovagja, 1860. december 13-ától sasvári főesperes, 1861. november 19-étől sebenicói címzetes püspök. 1874. október 3-án káptalani nagyprépost lett.
1871–1881-ben Esztergom vármegye és 1876-ig egyúttal Esztergom szabad királyi város főispánja volt.

## Munkái
- Egyházi beszéd, melyet nmélt. és ft. Palugyay Imre úr, nyitrai püspök ő excell. pappá szenteltetése félszázados ünnepén 1854. év első napján a nyitrai székesegyházban mondott. Esztergom, 1854.
- Észrevételek a megyék átalakulása körül. Pest, 1868.
- Közgyűlési megnyitó beszéde. Esztergom, 1871.

Kézirati munkája: Capitulum Eccl. Metropol. Strigoniensis ab anno 1009. usque 1876. inclusive
Megyei és országgyűlési szónoklatai újságokban jelentek meg, ahová politikai cikkeket is írt. Esztergomi főispán helytartó áldomása augusztus 26-án a primási beszéd alkalmával (Sürgöny 1865. 200. sz.)